# Linazay
Linazay és un municipi francès situat al departament de la Viena i a la regió de la Nova Aquitània. L'any 2007 tenia 221 habitants.

## Demografia

### Població
El 2007 la població de fet de Linazay era de 221 persones. Hi havia 100 famílies de les quals 29 eren unipersonals (21 homes vivint sols i 8 dones vivint soles), 46 parelles sense fills i 25 parelles amb fills.
La població ha evolucionat segons el següent gràfic:
Habitants censats

### Habitatges
El 2007 hi havia 133 habitatges, 98 eren l'habitatge principal de la família, 19 eren segones residències i 17 estaven desocupats. 131 eren cases i 1 era un apartament. Dels 98 habitatges principals, 76 estaven ocupats pels seus propietaris, 20 estaven llogats i ocupats pels llogaters i 2 estaven cedits a títol gratuït; 6 tenien dues cambres, 17 en tenien tres, 27 en tenien quatre i 48 en tenien cinc o més. 78 habitatges disposaven pel capbaix d'una plaça de pàrquing. A 49 habitatges hi havia un automòbil i a 46 n'hi havia dos o més.

### Piràmide de població
La piràmide de població per edats i sexe el 2009 era:
| Homes | Edats   | Dones |
| ----- | ------- | ----- |
| 0     | 95 o +  | 0     |
| 0     | 90 a 94 | 4     |
| 8     | 85 a 89 | 4     |
| 0     | 80 a 84 | 4     |
| 8     | 75 a 79 | 4     |
| 8     | 70 a 74 | 8     |
| 4     | 65 a 69 | 4     |
| 4     | 60 a 64 | 8     |
| 0     | 55 a 59 | 0     |
| 4     | 50 a 54 | 4     |
| 8     | 45 a 49 | 4     |
| 8     | 40 a 44 | 4     |
| 8     | 35 a 39 | 8     |
| 12    | 30 a 34 | 4     |
| 8     | 25 a 29 | 12    |
| 8     | 20 a 24 | 4     |
| 8     | 15 a 19 | 12    |
| 8     | 10 a 14 | 0     |
| 4     | 5 a 9   | 8     |
| 0     | 0 a 4   | 0     |

## Economia
El 2007 la població en edat de treballar era de 136 persones, 100 eren actives i 36 eren inactives. De les 100 persones actives 89 estaven ocupades (48 homes i 41 dones) i 11 estaven aturades (4 homes i 7 dones). De les 36 persones inactives 13 estaven jubilades, 5 estaven estudiant i 18 estaven classificades com a «altres inactius».

### Ingressos
El 2009 a Linazay hi havia 97 unitats fiscals que integraven 218 persones, la mediana anual d'ingressos fiscals per persona era de 15.182 €.

### Activitats econòmiques
Dels 6 establiments que hi havia el 2007, 1 era d'una empresa de fabricació d'altres productes industrials, 1 d'una empresa de construcció, 1 d'una empresa d'hostatgeria i restauració i 3 d'empreses de serveis.
Dels 2 establiments de servei als particulars que hi havia el 2009, 1 era un taller de reparació d'automòbils i de material agrícola i 1 fusteria.
L'any 2000 a Linazay hi havia 15 explotacions agrícoles que ocupaven un total de 836 hectàrees.

## Poblacions més properes
El següent diagrama mostra les poblacions més properes.